# Tom Galbraith
Thomas Galloway Dunlop du Roy de Blicquy (Tom) Galbraith, Baron Strathclyde (Glasgow, Schotland, 22 februari 1960) is een Brits politicus van de Conservative Party. 
Galbraith was tussen 1989 en 2013 bewindspersoon in de kabinetten Thatcher (1989–1990), John Major (1990–1997) en Cameron I (2010–2013). Geboren in een Schotse adellijke familie, na het overlijden van zijn grootvader erfde hij de titel van Baron Strathclyde in 1985 waarbij hij ook tot ridder werd geslagen met het ere-predicaat van Sir. In 2013 werd hij benoemd als een lid van de Orde van de Eregezellen.